# Courtney Reed
Courtney Rhodes Reed (sinh ngày 10 tháng 8 năm 1984) là nữ diễn viên người Mỹ gốc Việt nổi tiếng với vai diễn Công chúa Jasmine trong vở nhạc kịch Aladdin on Broadway của Disney.

## Thân thế
Reed sinh ra và lớn lên ở Elgin, Illinois có bố là người Mỹ gốc Caucasus và mẹ là người gốc Việt sinh trưởng ở Thái Lan. Bà bắt đầu biểu diễn từ năm 6 tuổi khi đóng vai chú chuột trong vở kịch Cô bé Lọ Lem của Sân khấu Thiếu nhi Elgin. Sau đó, bà được chọn vào vai chính trong bộ phim cộng đồng Annie rồi nhờ phim này đã truyền cảm hứng cho Reed theo đuổi nghề sân khấu kịch theo hướng chuyên nghiệp. Bà theo học Trường Nghệ thuật Biểu diễn Chicago tại Đại học Roosevelt với tư cách là Chuyên gia Sân khấu Nhạc kịch, đồng thời tham gia vào nhạc viện sân khấu của họ. Bà từng có lúc cân nhắc chuyển đến LA, tin rằng thành công của Broadway chỉ có thể bắt đầu bằng sự nổi tiếng trên truyền hình. Tuy vậy, Reed nhanh chóng được giao các vai diễn trên sân khấu kịch.

## Sự nghiệp
Reed từng biểu diễn trên sân khấu Broadway trong vai trò là người học việc cho Lisa và Ali trong vở nhạc kịch Mamma Mia! Bà cũng tham gia biểu diễn trên sân khấu Broadway trong In The Heights với tư cách là học viên/người đóng thế cho các vai Vanessa, Nina và Carla.
Năm 2011, Reed bắt đầu biểu diễn trong dàn diễn viên ban đầu của vở nhạc kịch Aladdin qua vai Công chúa Jasmine tại Nhà hát Đại lộ số 5 ở Seattle. Năm 2012, vở nhạc kịch này đã đưa vào một số tác phẩm trong khu vực và quốc tế, đồng thời được biểu diễn thử ở Toronto vào năm sau. Reed tiếp tục đóng vai Công chúa Jasmine khi Aladdin mở màn trên sân khấu Broadway tại Nhà hát New Amsterdam vào ngày 20 tháng 3 năm 2014 và lần trình diễn cuối vào ngày 11 tháng 1 năm 2018. Sau đó, bà tiếp tục đóng lại vai diễn này trong Chuyến lưu diễn Bắc Mỹ, với số lần tham gia hạn chế và một lần nữa trong bộ phim West End với tư cách là một phần của dàn diễn viên kết thúc vào năm 2019. Reed trở lại kịch phẩm của Broadway với số lần tham gia hạn chế bắt đầu từ ngày 16 tháng 10 năm 2019 và lần trình diễn cuối trong vai Công chúa Jasmine vào ngày 27 tháng 10 năm 2019.
Tháng 9 năm 2021, bà được chọn vào vai Satine trong đoàn lưu diễn Bắc Mỹ của Moulin Rouge! The Musical, đóng cùng Conor Ryan trong vai Christian. 
Các vai diễn của Reed bao gồm vai Candy 1 trong bộ phim Crime Fiction năm 2007 và Ryder trong bộ phim A New York Love Story năm 2014.
Những lần xuất hiện trên truyền hình của Reed bao gồm Law & Order: SVU trong vai Alana Gonzalez phản diện trong tập phim "Above Suspicion". Bà còn góp mặt trong các tập của bộ phim truyền hình White Collar và The Affair.
Reed cũng là người sáng lập ra công ty Gagged Chokers. Công ty giới thiệu cả một bộ sưu tập vòng cổ theo chủ đề theo mùa và ngày lễ, trong số những chủ đề khác.

## Phim tham gia
| Phim truyện      | Phim truyện                       | Phim truyện            | Phim truyện                                 |
| Năm              | Phim                              | Vai diễn               | Chú thích                                   |
| ---------------- | --------------------------------- | ---------------------- | ------------------------------------------- |
| 2005             | Bargain Basement                  | Lisa                   | Phim ngắn                                   |
| 2006             | Her                               | Angela                 | Phim ngắn                                   |
| 2007             | Crime Fiction                     | Candy 1                |                                             |
| 2015             | A New York Love Story             | Ryder                  |                                             |
| Phim truyền hình |                                   |                        |                                             |
| 2011             | Fake Henrik Zetterberg            | Lizzette               | Tập phim: "This Picture Thing"              |
| 2012             | NYC 22                            | Rachelle               | Tập phim: "Playing God"                     |
| 2012             | Law & Order: Special Victims Unit | Officer Alana Gonzalez | Tập phim: "Above Suspicion"                 |
| 2013             | White Collar                      | Kyle Bringham          | Tập phim: "Brass Tacks"                     |
| 2011–2014        | Submissions Only                  | Deborah Lee            | 6 tập                                       |
| 2015             | The Affair                        | Attractive Woman       | Tập phim: "208"                             |
| 2016             | Search Party                      | Receptionist           | Tập phim: "The Mystery of the Golden Charm" |